# Mutesa I
Mutesa I właśc. Mutesa Walugambe Mukabaya (ur. 1837, zm. październik 1884) – bugandyjski władca plemienny, od października 1856 roku do śmierci król (kabaka) królestwa Bugandy, znajdującego się na terenie dzisiejszej Ugandy, który swymi rządami doprowadził do szczytowego wzrostu potęgi swego królestwa; uważany za jednego z najwybitniejszych władców Bugandy.

## Życiorys
Mutesa I przejął władzę po swym ojcu – Ssunie II (ok. 1830–1856). Początki panowania upłynęły mu na walkach, gdyż musiał dławić wymierzone przeciwko niemu rebelie. Stosował represyjny model rządzenia, nie zgadzając się na żadne opozycyjne wystąpienia i w sposób radykalny eliminując swoich oponentów. Po zapewnieniu swojej pozycji królewskiej przystąpił do konstruowania silnej flotylli złożonej z czółen, którą wykorzystywał do grabienia ludów żyjących w pobliżu Jeziora Wiktorii. Przeprowadzał liczne najazdy na sąsiednie kraje, których jednak nie podbijał, lecz systematycznie rabował, a łupy (m.in. kość słoniową, niewolników) wymieniał u Arabów z Sułtanatu Zanzibaru i Chartumu na broń. 
Od połowy lat 60. XIX w. był pod wpływem islamu, propagowanego przez arabskich handlarzy z wybrzeża wschodniego. Przez dziesięć lat (1867–1877) przestrzegał ramadanu, a Mehmed Emin Pasza (1840–1892) relacjonując swoją wizytę na dworze Mutesy I w poł. lat 70. XIX w., odnotował, że władca siedział na dywanie perskim ubrany w strój arabski z turbanem na głowie, a jego ministrowie mówili płynnie po arabsku. Według późniejszego premiera Bugandy Apolo Kagwy (1864–1927), Mutesa I miał później czytać i pisać zarówno po arabsku jak i w suahili. Mutesa I miał również wprowadzić kalendarz muzułmański oraz nakaz modlitwy pięć razy dziennie, a także wznieść meczety w każdej swojej stolicy. Sam miał jednak odmówić obrzezania. Islam pozwolił mu na dalsze scentralizowanie władzy – ograniczenie wpływów kapłanów i przywódców klanów i wzmocnienie pozycji w królestwie. W 1875 roku dokonał egzekucji poddanych, którzy nie przeszli na islam.  
Jednocześnie, wiedząc o brytyjskiej ekspansji w Sudanie, Mutesa życzliwe przyjmował chrześcijańskich misjonarzy, starając się równoważyć obce wpływy. Pierwszymi Europejczykami, którzy dotarli do Bugandy byli brytyjscy podróżnicy poszukujący źródeł Nilu: John Hanning Speke (1827–1864) i James Augustus Grant (1827–1892), którzy pojawili się na dworze Mutesy w 1862 roku. Na dwór jako pierwszy dotarł Speke, do którego po 5 miesiącach dołączył Grant, który musiał wyleczyć ranną nogę. Następnie, w 1875 roku do Bugandy przybył Henry Morton Stanley (1841–1904), którego Mutesa zachęcił do przysłania misjonarzy chrześcijańskich. Misjonarze protestanccy pojawili się na dworze Mutesy w 1877 roku, a w 1879 roku przybyli misjonarze katoliccy. Mutesa zaczął skłaniać się ku chrześcijaństwu, a w 1876 roku dokonał egzekucji tych poddanych, którzy obstawali przy islamie i opowiadali się przeciwko władcy. Wkrótce jednak doszło do głębokich dysput pomiędzy misjonarzami a Arabami z Zanzibaru, a także pomiędzy samymi misjonarzami. Mutesa pobierał nauki katolickie, potem chciał się ochrzcić u protestantów, później u katolików, przez cały czas studiując koran. Misjonarze nie przynieśli Mustesie spodziewanych korzyści w postaci broni i towarów europejskich, nie udało im się również wyleczyć władcy z rzeżączki. Ulgi w chorobie nie przynieśli mu również tradycyjni uzdrowiciele. Ostatecznie Mutesa nie wybrał żadnej z czterech religii – ani tradycyjnych wierzeń pogańskich, ani islamu, ani protestantyzmu czy katolicyzmu.   
Współpracując z misjonarzami, Mutesa przyczynił się do rozwoju szkolnictwa w swoim państwie. Chociaż Mutesa był przeciwny Europejczykom, ze względu na zagrożenie własnej władzy, a także z powodu potępienia przez misjonarzy praktykowanej w kraju poligamii, nie powstrzymał wzrostu wpływu mocarstw europejskich na wewnętrzne sprawy Afryki. Dystansował się od kultury Europy Zachodniej, chętnie natomiast używał jej technologii i dóbr materialnych w celu wzmocnienia swej dominacji na terytoriach wschodnioafrykańskich.
Za rządów Mutesy Buganda stała się najsilniejszym królestwem regionu, a Mutesa uważany jest za jednego z najwybitniejszych władców Bugandy.
Mutesa sprawował rządy despotyczne, uważał się za pana życia i śmierci swoich poddanych: gdy po raz pierwszy zobaczył broń palną przywiezioną przez zagranicznych podróżników, przetestował ją na jednym ze współplemieńców. Podobny sposób rządzenia i zachowania przejawiał również jego syn i następca Mwanga II.
Mutesa zmarł w październiku 1884 roku, zaś tron objął po nim jego osiemnastoletni syn, Mwanga II, który został królem potężnego i sprawnie zorganizowanego kraju. Po śmierci Mutesy na wzgórzu Kasubi w Kampali wzniesiono grobowiec, który w 1884 roku stał się grobowcem rodziny królewskiej władców Bugandy. Dziś jest on miejscem pochówku czterech kabaków, a ze względów historycznych i kulturalnych, w 2001 roku został wpisany na listę światowego dziedzictwa UNESCO.